# Pedley, California
Pedley, California (енгл. Pedley) насељено је место без административног статуса у америчкој савезној држави Калифорнија.

## Демографија
По попису из 2010. године број становника је 12.672, што је 1.465 (13,1%) становника више него 2000. године.
| Група             | 2000.         | 2010.         |
| Белци             | 6.036 (53,9%) | 4.727 (37,3%) |
| Афроамериканци    | 517 (4,6%)    | 381 (3,0%)    |
| Азијати           | 416 (3,7%)    | 554 (4,4%)    |
| Хиспаноамериканци | 3.840 (34,3%) | 6.773 (53,4%) |
| Укупно            | 11.207        | 12.672        |